# Сарджент, Уоллес
Уоллес Лесли Уильям Сарджент (англ. Wallace Leslie William Sargent; 15 февраля 1935 — 29 октября 2012) — американский астроном. Родился в деревне Элшем в округе Северный Линкольншир, Англия. В 1959 году в Манчестерском университете получил степень доктора философии, затем поступил на работу в Калифорнийский технологический институт («Калтех»), которую прервал лишь ради поездки в Англию, где встретил свою будущую жену.
Сарджент известен исследованиями спектральных линий поглощения для квазаров. В Калтехе он обладал званием Профессора имени Айры Спрейга Боуэна, среди его учеников — Джон Хакра, Эдвин Тёрнер, Чарльз Стейдел и Алексей Филиппенко. В 1981 году Сарджент был избран Членом Лондонского королевского общества.
Сарджент скончался 29 октября 2012 года. После себя он оставил жену, Аннейлу Сарджент (урождённую Кэсселс).

## Награды
- Премия Хелены Уорнер (1969)
- Премия Дэнни Хайнемана в области астрофизики (1991)
- Медаль Кэтрин Брюс (1994)
- Премия Генри Норриса Рассела (2001) и другие

Названы его именем
- Астероид (11758) Сарджент